# Battaglia del saliente di Nimega
La battaglia del saliente di Nimega si svolse dal 30 settembre all'8 ottobre 1944, nell'ambito degli scontri del fronte occidentale della seconda guerra mondiale.
Come conseguenza dell'operazione Market Garden del settembre 1944, gli Alleati avevano stabilito una testa di ponte a nord di Nimega nei Paesi Bassi meridionali, nella stretta fascia pianeggiante compresa tra i fiumi Waal a sud e il basso corso del Reno (Nederrijn) a nord soprannominata l'"isola"; la testa di ponte era presidiata da una forza ad hoc anglo-statunitense guidata dal generale britannico Ivor Thomas. Questo saliente proteso verso nord rappresentava una minaccia potenziale per la principale linea difensiva della Germania nazista, e il II SS-Panzerkorps del generale Wilhelm Bittrich ricevette l'ordine di eliminarlo con un attacco sui due fianchi.
Dopo alcune azioni preparatorie e diversive tra il 28 e il 30 settembre, l'offensiva tedesca fu lanciata il 1º ottobre: i tedeschi sferrarono una serie di assalti dalla loro testa di ponte sull'"isola" a sud di Arnhem, ingaggiando duri scontri con i reparti degli Alleati attorno ai villaggi della zona. I combattimenti proseguirono con attacchi e contrattacchi reciproci fino al 7 ottobre, quando i bombardieri statunitensi distrussero il ponte di Arnhem interrompendo il principale canale di rifornimento dei tedeschi e obbligando Bittrich a sospendere l'offensiva. Pagata con pesanti perdite umane e materiali, l'offensiva tedesca non ottenne sostanzialmente niente e fu del tutto respinta dagli Alleati.

## Antefatti

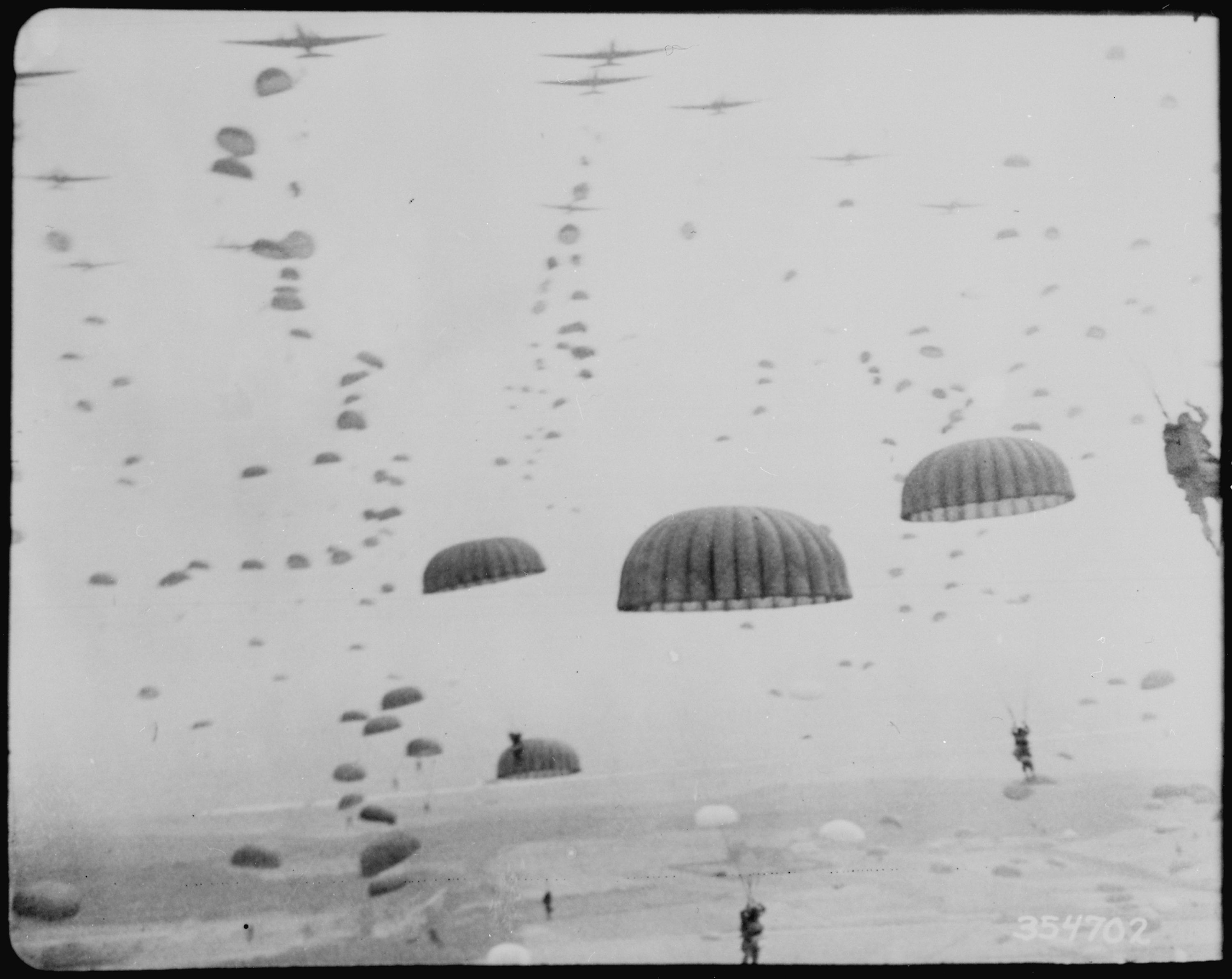
Paracadutisti della First Allied Airborne Army scendono sui Paesi Bassi meridionali durante l'operazione Market Garden

Nel settembre 1944 le forze degli Alleati occidentali lanciarono l'operazione Market Garden, una grossa offensiva sferrata a partire dal confine belga-olandese attraverso i Paesi Bassi meridionali, nella zona compresa tra le città di Eindhoven, Nimega e Arnhem; lo scopo dell'offensiva era quello di attraversare il corso del fiume Reno aggirando l'intera estensione della "Linea Sigfrido" (l'insieme delle fortificazioni di frontiera poste a protezione della Germania occidentale), al fine di preparare la spinta finale in direzione di Berlino e anche di tagliare fuori le forze tedesche ancora insediate nei Paesi Bassi settentrionali. Mentre le unità corazzate risalivano verso nord, forze aviotrasportate e paracadutiste dovevano impossessarsi dei ponti che attraversavano i numerosi corsi d'acqua della regione, ma ritardi vari e la resistenza del nemico impedirono infine il ricongiungimento dei reparti di terra con i paracadutisti asserragliati intorno all'ultimo ponte, quello di Arnhem, che fu quindi riconquistato dai tedeschi. L'avanzata alleata finì per arrestarsi a sud del basso corso del Reno, producendo uno stretto saliente esteso dal nord del Belgio attraverso il sud-est dei Paesi Bassi; la zona compresa tra il Reno a nord e il fiume Waal più a sud, conosciuta tra gli Alleati come "l'isola" (the island), divenne quindi la nuova linea del fronte tra i due contendenti.
Durante le ultime fasi di Market Garden, la 43rd (Wessex) Infantry Division britannica si era mossa verso nord per sostituire la Guards Armoured Division, la quale aveva condotto il grosso dell'avanzata iniziale attraverso il saliente. Elementi della 43rd Division presero Oosterhout il 22 settembre e quindi Opheusden e Doodewaard il giorno seguente, ma non furono in grado di spingere oltre la linea del fronte; i corazzati della Household Cavalry riuscirono nel mentre a stabilire un collegamento con i paracadutisti della 1st Independent Parachute Brigade scesi a Driel, ma quando un battaglione del Dorset Regiment tentò di soccorrere i resti della 1st Airborne Division asserragliati a Oosterbeek a ovest di Arnhem subì pesanti perdite nel tentativo di passare il Reno con dei canotti. I comandi alleati decisero quindi di evacuare la 1st Airborne Division dalla sua esposta posizione, evacuazione (nome in codice operazione Berlin) portata a termine con successo nella notte tra il 25 e il 26 settembre. Completata l'operazione, il comandante della 43rd Division generale Ivor Thomas venne nominato responsabile della difesa delle posizioni alleate sull'"isola": al comando di Thomas furono poste la 5th Guards Armoured Brigade e la 8th Armoured Brigade, come pure la 69th Infantry Brigade; nelle retrovie la 151st Infantry Brigade e la 231st Brigade della 50th (Northumbrian) Infantry Division potevano essere chiamate in supporto.
La testa di ponte tenuta dai tedeschi sull'"isola" si estendeva a sud di Arnhem inizialmente lungo un perimetro allestito intorno ai villaggi di Elden, Elst, Huissen e Bemmel, ma Elst venne perduto il 25 settembre dopo diversi giorni di aspri combattimenti di strada con i reparti della 43rd Division britannica. Il giorno seguente una forza tedesca delle dimensioni di un battaglione attraversò il Reno e riuscì a stabilire una piccola testa di ponte a Randwijk: il villaggio era solo debolmente difeso dal reggimento da ricognizione della 43rd Division, ma dopo che i tedeschi furono avvistati la posizione fu velocemente rinforzata dalla fanteria del Royal Hampshire Regiment e del Somerset Light Infantry, con il supporto dei carri armati dell'8th Armoured Brigade. Il contrattacco dei britannici puntò a catturare la diga vicino a Randwijk che veniva utilizzata dai tedeschi per traghettare le truppe oltre il Reno, e a dispetto delle incursioni dei velivoli della Luftwaffe i britannici riuscirono a scacciare i tedeschi dopo una pesante battaglia nei pressi della chiesa del villaggio; l'Hampshire Regiment fece 150 prigionieri al termine della battaglia, e la testa di ponte tedesca venne a tutti gli effetti distrutta. Quello stesso 26 settembre la 69th Infantry Brigade sferrò un'offensiva per mettere in sicurezza la linea del fronte davanti a lei: lo East Yorkshire Regiment catturò Bemmel mentre il giorno seguente i Green Howards misero in sicurezza l'area di Heuvel, ma i britannici non riuscirono a impossessarsi dei villaggi di Baal e Haalderen a causa dei blocchi stradali tenacemente difesi dai tedeschi, appoggiati dal fuoco di batterie di artiglieria e di lanciarazzi 15 cm Nebelwerfer 41.
L'alto comando dell'Heeresgruppe B, guidato dal feldmaresciallo Walter Model e responsabile delle operazioni nei Paesi Bassi meridionali, considerava la testa di ponte alleata a nord del Waal come una severa minaccia: i tedeschi temevano che gli Alleati potessero impiegare il saliente come un trampolino di lancio per proiettarsi più a nord, tagliare fuori la 15. Armee schierata nei Paesi Bassi occidentali e quindi marciare alla volta delle pianure della Germania nord-occidentale; con una direttiva speciale emessa il 25 settembre, Hitler stesso ordinò di sferrare un'offensiva per distruggere le forze alleate nella zona compresa tra Arnhem e Nimega. Per Model, era imperativo riconquistare il terreno perduto sull"isola" e ristabilire la situazione attaccando rapidamente, prima che gli Alleati avessero il tempo di attestarsi saldamente sul fronte; il feldmaresciallo ordinò quindi al II SS-Panzerkorps dell'Obergruppenführer Wilhelm Bittrich di distruggere le postazioni nemiche tra il basso Reno (Nederrijn) e il Waal sferrando un attacco coordinato di fanteria e mezzi corazzati da nord ed est. Con la 10. SS-Panzer-Division "Frundsberg" già impegnata in combattimento sull'"isola", a Bittrich fu dato il controllo della 9. e della 116. Panzer-Division per condurre il suo contrattacco: queste divisioni erano state appena ritirate dai duri scontri in corso nel settore di Aquisgrana con i reparti della First United States Army, intenti ad aprirsi un varco nelle difese della Linea Sigfrido. Al suo arrivo nei Paesi Bassi, la 9. Panzer-Division assunse il comando dei kampfgruppe "Knaust" e "Bruhn", formazioni ad hoc composte da riserve e unità di deposito, già impegnate nei duri scontri con i paracadutisti della 1st Airborne ad Arnhem; l'altra formazione corazzata tedesca già schierata nella zona di Arnhem, la 9. SS-Panzer-Division "Hohenstaufen", fu invece ritirata dal fronte e spedita a Paderborn in Germania per un periodo di riposo e riorganizzazione.

## Preparativi

### Piani tedeschi

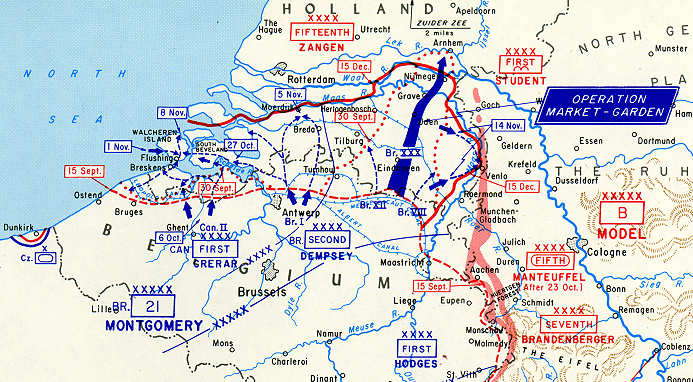
Carta delle linee del fronte nei Paesi Bassi meridionali tra il 15 settembre e il 15 novembre 1944, con in blu le posizioni e le manovre degli Alleati e in rosso quelle dei tedeschi

Al fine di assicurare l'appropriata coordinazione al contrattacco imminente, tutte le unità tedesche schierare sull'"isola" furono poste sotto il comando del II SS-Panzerkorps di Bittrich; dal 27 settembre, inoltre, il XII SS-Armeekorps assunse il controllo di tutte le truppe tedesche schierare a ovest di Arnhem in modo che il quartier generale di Bittrich potesse concentrarsi esclusivamente sull'operazione.
In totale, tre corpi d'armata tedeschi sarebbero stati coinvolti nell'operazione: il II SS-Panzerkorps schierato direttamente sull'"isola", il II Fallschirmjäger Korps dispiegato a oriente di Nimega e il XII SS-Armeekorps che operava dalla sponda nord del Nederrijn a occidente di Arnhem e sulla sponda sud tra Kesteren e Ochten, zona dove il corso del Nederrijn e quello del Waal distavano pochi chilometri l'uno dall'altro. L'attacco combinato di questi tre corpi d'armata doveva tagliare fuori la concentrazione di truppe degli Alleati incentrata intorno a Nimega per poi spingersi a sud fino a Groesbeek e al canale Mosa-Waal: il II Fallschirmjäger Korps avrebbe sferrato da nord del Waal un attacco convergente su Nimega, mentre la testa di ponte alleata sull'"isola" sarebbe stata assalita dal II SS-Panzerkorps a est e dal XII SS-Armeekorps a ovest.

### Piani alleati
Nel settembre 1944 le armate degli Alleati occidentali avevano iniziato ad accusare problemi con le linee di rifornimento, ormai molto allungate, e avevano bisogno di ammassare rifornimenti in vista dell'imminente arrivo dell'inverno. I tedeschi avevano mantenuto il controllo dell'estuario della Schelda, impedendo così alle navi degli Alleati di approdare al porto di Anversa, molto vicino alla linea del fronte e quindi strategico per garantire un più veloce afflusso dei rifornimenti; inoltre, ancora all'epoca del lancio di Market Garden la First Canadian Army non era ancora riuscita a ripulire dal nemico la costa della Manica e far capitolare le ostinate guarnigioni tedesche asserragliate nei porti di Boulogne e Calais.
Solo il 1º ottobre i reparti canadesi occuparono Calais, ma le strutture portuali erano state gravemente danneggiate dai tedeschi e gli Alleati non poterono servirsene per diverso tempo; l'attenzione degli Alleati fu quindi spostata sul risolvere il problema di Anversa, e il grosso delle forze del 21st Army Group del generale Bernard Law Montgomery fu quindi concentrato per sferrare un attacco all'estuario della Schelda, con lo scopo in particolare di catturare Walcheren e Westkapelle che ne difendevano l'imboccatura al mare. In questo ambito, lo stretto saliente prodotto dall'operazione Market Garden doveva non solo essere tenuto ma anche espanso tanto a est quanto a ovest: ciò avrebbe fornito sostegno alle operazioni nell'estuario della Schelda e impedito ai tedeschi di trasferire truppe verso il settore minacciato.

### Il ponte di Nimega

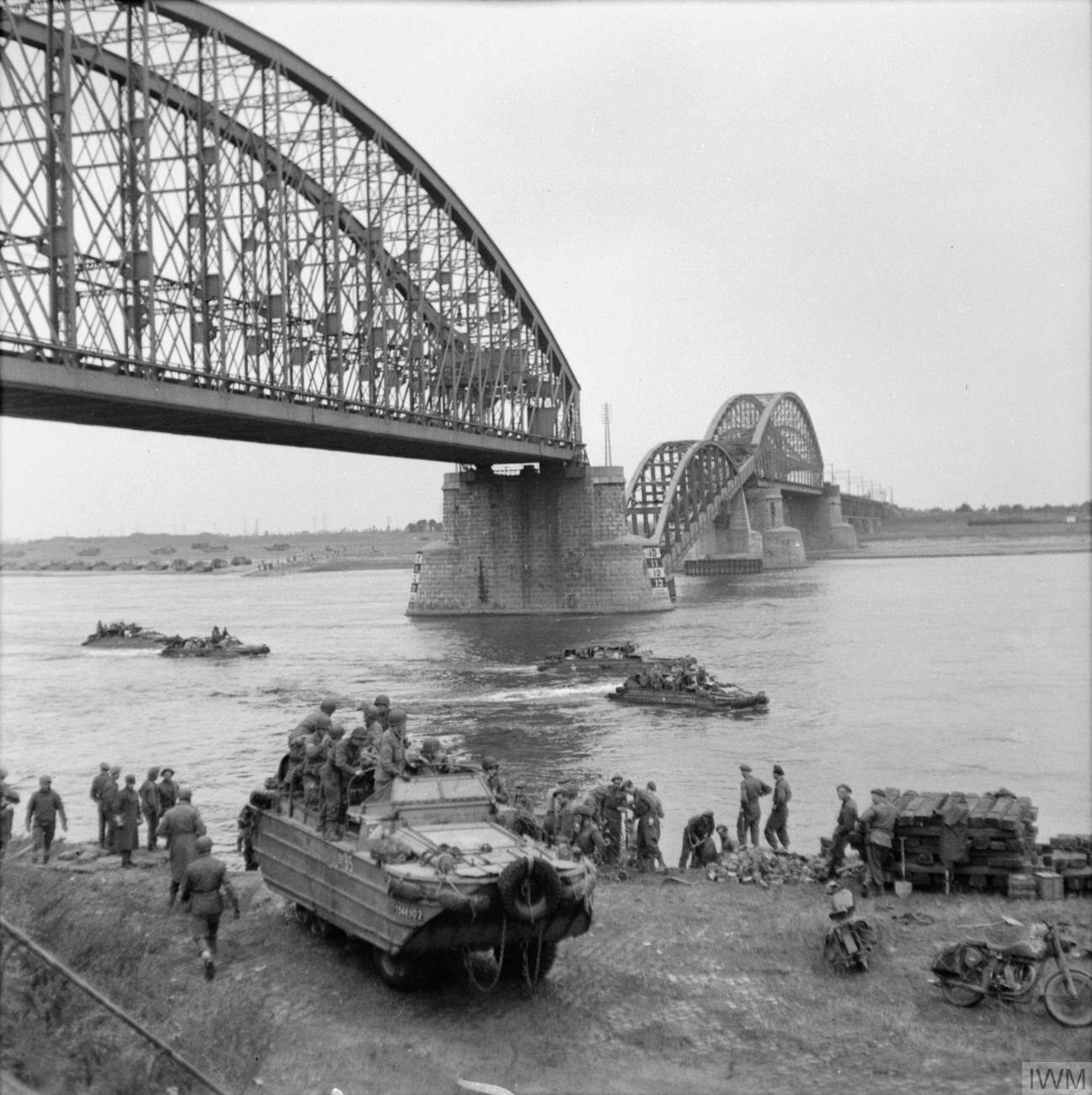
Veicoli anfibi DUKW britannici trasportano rifornimenti attraverso il Waal sotto le campate del ponte ferroviario di Nimega; notare la parte centrale del ponte, distrutta dall'incursione dei sommozzatori tedeschi del 28 settembre 1944

Prima che l'offensiva vera e propria avesse inizio Model ordinò che i due ponti di Nimega fossero distrutti, in modo da rallentare l'afflusso di rinforzi alleati nella testa di ponte oltre il Waal. I britannici avevano installato una forte difesa antiaerea nei dintorni dei ponti, e le numerosi incursioni dei velivoli della Luftwaffe furono un costoso fallimento: in un solo giorno, 46 cacciabombardieri tedeschi andarono perduti nella zona di Nimega per effetto del fuoco da terra o degli attacchi dei caccia della Royal Air Force.
Si cercò quindi un altro modo per attaccare il ponte, impiegando i sommozzatori d'assalto dell'unità speciale Marine Einsatzkommando, di recente formazione: il 28 settembre, tre gruppi di quattro sommozzatori ciascuno entrarono nel Waal 10 chilometri più a monte di Nimega, applicarono cariche esplosive ai ponti e quindi continuarono a scendere lungo il fiume trasportati dalla corrente per rientrare nelle proprie linee 24 chilometri più a valle. L'operazione ottenne un successo parziale: il ponte ferroviario di Nimega venne fatto saltare in aria, un'intera campata si staccò da una sezione e cadde nel fiume rendendo il ponte totalmente inagibile, ma il ponte stradale riportò solo danni leggeri perché le cariche esplosive erano state applicate male. Dei dodici sommozzatori tedeschi, tre furono uccisi, sette catturati dai britannici e solo due riuscirono a rientrare nelle proprie linee. L'effetto del sabotaggio fu di breve durata: entrambi i ponti furono riparati in via temporanea dai Royal Engineers britannici, i quali furono in grado di allestire un ponte Bailey sia sopra il ponte ferroviario che sopra la sezione danneggiata del ponte stradale.

## La battaglia

### L'inizio dell'offensiva tedesca
A partire dal 28 settembre il II Fallschirmjäger Korps lanciò una serie di assalti nel settore della foresta di Reichswald, a est di Nimega; i ritardi nella preparazione dell'offensiva del II SS-Panzerkorps di Bittrich comportarono tuttavia che questi attacchi fossero facilmente respinti dalle difese degli Alleati, sebbene il XII SS-Armeekorps avesse cercato di appoggiarli sferrando alcuni attacchi diversivi locali attraverso il Nederrijn nelle vicinanze del castello di Doorwerth e della città di Wageningen, anch'essi facilmente respinti.
L'inizio dell'attacco del II SS-Panzerkorps era stato rimandato diverse volte, a causa delle difficoltà nel radunare la 9. e 116. Panzer-Division: i bombardamenti degli Alleati e una generale carenza di carburante causarono considerevoli ritardi nel previsto ammassamento di truppe ed equipaggiamenti delle due divisioni, in fase di trasferimento per strada e ferrovia dalla zona di Aquisgrana. L'attacco del II SS-Panzerkorps, inizialmente fissato al 29 settembre, fu rimandato al 30 settembre, ma per quel giorno entrambe le divisioni Panzer erano arrivate al fronte senza i loro carri armati e dovettero essere rinforzate con le unità corazzate già presenti nella zona. Solo un reggimento della 116. Panzer-Division era arrivato al fronte, mentre la 9. Panzer-Division era stata riorganizzata in due gruppi d'assalto: il Kampfgruppe "Volker", incentrato sul 2º Battaglione del Panzer Grenadier Regiment 11 rinforzato da una compagnia di carri armati pesanti Panzer VI Tiger II dello Schwere Panzerabteilung 506, avrebbe attaccato per primo sulla sinistra in direzione di Heuvel a sud di Elst, appoggiato sulla destra dal Kampfgruppe "Reich" incentrato sul 2º Battaglione del Panzer Grenadier Regiment 10. L'obiettivo primario della 9. Panzer-Division era l'occupazione della zona di Elst, da cui la divisione si sarebbe spinta più a sud in direzione di Nimega.
Il 30 settembre la battaglia ebbe inizio con un attacco di una forza tedesca composta da 70 carri armati e l'equivalente di una divisione di fanteria contro le posizioni tenute dallo East Yorkshire Regiment nelle vicinanze della cittadina di Bemmel; questo attacco fu facilmente respinto dai britannici, e i tedeschi subirono pesanti perdite a causa degli sbarramenti di artiglieria degli Alleati. Un altro attacco preventivo alle difese britanniche venne sferrato alle 06:00, avente come obiettivo una traversata mattutina del Reno al castello di Doorwerth, un chilometro e mezzo a valle di Driel: in pieno giorno, i gommoni dei tedeschi furono però fatti a pezzi dal fuoco britannico.

### Gli scontri a Elst e Aam

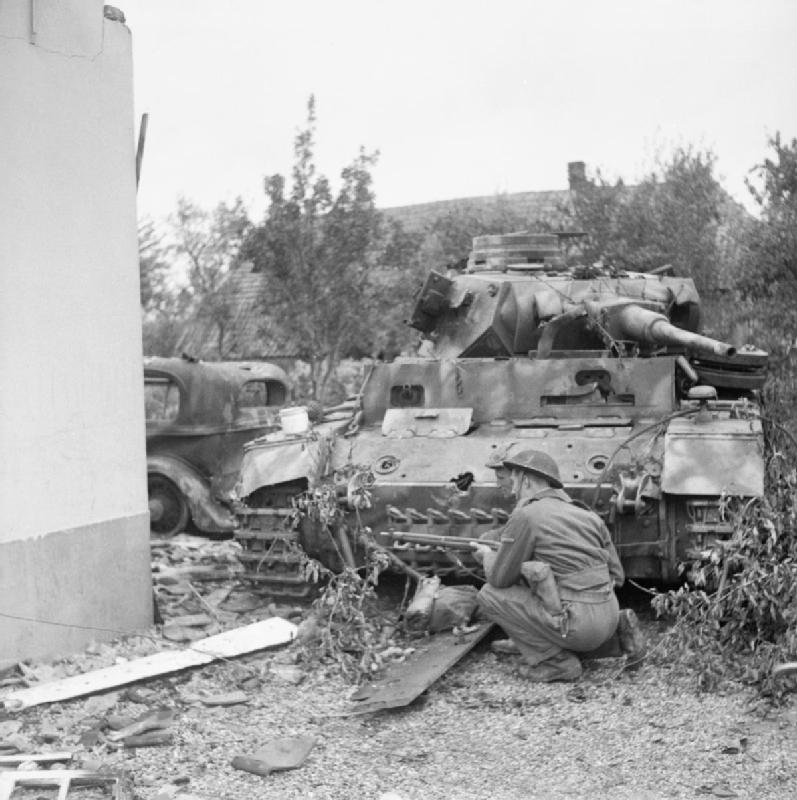
Un soldato britannico appostato davanti ai resti di un carro Panzer III tedesco distrutto nei pressi di Oosterhout

Il II SS-Panzerkorps sferrò il suo attacco principale il 1º ottobre, venendo affrontato da una formazione ad hoc britannica composta da quattro battaglioni: il 5th Wiltshire Regiment, il 4th Somerset Light Infantry, il 3rd Irish Guards e il 7th Green Howards. Appoggiato da uno sbarramento strisciante di artiglieria, il Kampfgruppe "Volker" avanzò nella nebbia mattutina insieme ai carri pesanti Tiger II, impattando a Heuvel contro le posizioni del 7th Green Howards, l'ala sinistra della 69th Infantry Brigade britannica; gli scontri a Heuvel andarono avanti per tutto il giorno. In supporto ai Green Howards si trovava il 3rd Irish Guards, attestato nel piccolo borgo di Aam intorno a una strada rialzata incompleta che doveva congiungere Arnhem a Nimega; nel mentre, il 4th Somerset Light Infantry teneva l'abitato di Elst e dovette respingere alcuni attacchi tedeschi. La chiesa di Saint-Martin era utilizzata come punto di avvistamento per gli osservatori d'artiglieria della Royal Artillery e fu di conseguenza cannoneggiata dai tedeschi, ma le spesse mura di cui era dotata fecero sì che la chiesa subisse solo danni moderati.
Nel pomeriggio di quel 1º ottobre, i due Kampfgruppe che componevano la 10. SS-Panzer-Division "Frundsberg" (incentrati rispettivamente sul SS Panzergrenadier Regiment 21 e 22) sferrarono un attacco contro l'ala destra britannica a Bemmel, colpendo la zona di Baal e proseguendo poi in direzione di Haalderen; l'attacco a Bemmel era supportato da carri armati che colpirono le posizioni tenute dal 6th Highland Light Infantry, il quale aveva da poco sostituito sulla linea del fronte il 5th East Yorkshire e che si trovava al suo battesimo del fuoco. L'attacco tedesco fu respinto intorno alle 16:20, finendo con l'esaurirsi a causa del pesante fuoco di artiglieria difensivo britannico e del terreno paludoso che non era adatto ai carri armati.
Il Kampfgruppe "Reich" attaccò nel mentre le posizioni delle Irish Guards sopra e intorno all'alto terrapieno a est della strada non finita vicino ad Aam, ma fu ributtato indietro con pesanti perdite dopo che il fuoco dell'artiglieria e dei carri armati M4 Sherman britannici ebbe colpito la fanteria tedesca allo scoperto. Più tardi quel pomeriggio, intorno alle 16:30, al 5th East Yorkshire fu ordinato di dare il cambio al 7th Green Howards, duramente attaccato dai carri armati tedeschi, dalla fanteria e sottoposto a pesanti bombardamenti di artiglieria; gli East Yorkshires dovettero abbandonare l'abitato di Heuvel a causa della pressione dei tedeschi, ma la zona rimase una terra di nessuno in mezzo al fronte e i britannici resistettero a tutti i tentativi dei tedeschi di sloggiarli. I tedeschi avevano perduto nei loro attacchi almeno otto carri armati, di cui due distrutti dal fuoco nemico e il resto finiti impantanati o immobilizzati; un Tiger II era stato distrutto dopo essere stato colpito da cinque colpi dei PIAT britannici.
Nel pomeriggio anche l'unica formazione della 116. Panzer-Division giunta sulla linea del fronte, il Regimentsgruppe "Grollmann", fu inviata all'attacco del villaggio di Snodenhoek, nella zona a nord-ovest di Elst. Il 2º Battaglione del Panzergrenadier Regiment 156, radunatosi nei pressi di Rijkerswoerd, doveva attaccare sulla sinistra della strada tra Arnhem ed Elst (conosciuta come Griftdijk) per poi essere seguito dal 1º Battaglione dello stesso reggimento che doveva avanzare a destra e guadagnare il controllo del passaggio a livello della ferrovia nella località di De Leer; visto che la 116. Panzer-Division era arrivata al fronte senza i suoi carri armati, come supporto corazzato furono aggiunti cinque Tiger II del Schwere Panzerabteilung 506 e quattro Panzer V Panther distaccati dalla 9. SS-Panzer-Division. Le forze tedesche entrarono in contatto con le difese britanniche attestate lungo il canale Linge-Wetering a nord di Elst, tenute dal 4th Somerset Light Infantry: l'attacco fu un completo fallimento e i tedeschi vennero ributtati indietro. Il 5th Wiltshire subì un secondo attacco presso il passaggio a livello di De Leer da parte di fanteria tedesca sostenuta da carri armati in manovra sopra la linea ferrata; i britannici godevano del supporto di fuoco diretto dei cannoni BL 5.5 inch Medium Gun, i quali inflissero pesanti perdite agli attaccanti: vari carri armati furono messi fuori uso dall'artiglieria, mentre un Panther cadde vittima dei PIAT della fanteria britannica. Il 4th Wiltshire era schierato in supporto del battaglione gemello, e un contrattacco combinato delle due unità portò alla cattura di più di 100 prigionieri tedeschi.
Tutti gli attacchi tedeschi sferrati quel 1º ottobre furono respinti dopo aspri scontri. Durante la notte i tedeschi mantennero comunque la pressione sulle posizioni britanniche, e nelle prime ore del mattino successivo un nuovo assalto colpì le postazioni delle Irish Guards: i tedeschi usarono la strada rialzata incompiuta come asse di avanzata in direzione di Aam, schierando fanteria supportata da otto carri armati Panther. I tedeschi impiegarono dei lanciafiamme che consentirono loro di sopraffare alcune posizioni avanzate britanniche, ma il fuoco dei difensori mise fuori uso tre carri tedeschi: uno venne colpito da un PIAT, uno da un carro Sherman e un terzo da un cannone anticarro Ordnance QF 17 lb. Ancora una volta l'attacco tedesco si risolse in un completo fallimento.

### Gli attacchi aerei alleati
Il 2 ottobre il generale Thomas, preoccupato per l'intensità degli attacchi tedeschi contro la testa di ponte alleata, richiese il lancio di pesanti attacchi aerei contro le postazioni nemiche a sud di Arnhem, al fine di disturbare il lancio di ulteriori offensive. Solo nel tardo pomeriggio il cielo fu limpido a sufficienza per consentire ai cacciabombardieri Hawker Typhoon della RAF di intervenire in forza contro i carri armati e la fanteria tedesca nella zona, disperdendoli; i velivoli presero di mira anche i traghetti in servizio nelle vicinanze di Huissen e Pannerden, come pure le postazioni dell'artiglieria tedesca e le concentrazioni di truppe nemiche avvistate nei pressi dei punti di passaggio del basso Reno. Attacchi aerei furono inoltre diretti contro il ponte stradale di Arnhem.
Bombardieri medi britannici presero di mira Huissen e il piccolo villaggio di 't Zand, i quali erano ritenuti possibili punti di concentramento delle forze tedesche. Intorno alle 11:00 ventiquattro bombardieri B-25 Mitchell sganciarono il loro carico di ordigni proprio nel mezzo dell'abitato di Huissen, distruggendo buona parte della cittadina e causando la morte di 106 civili olandesi; quello stesso pomeriggio altri bombardieri attaccarono i villaggi di Angeren, Gendt, Doornenburg e Pannerden causando molte altre perdite civili.

### La ripresa dell'offensiva

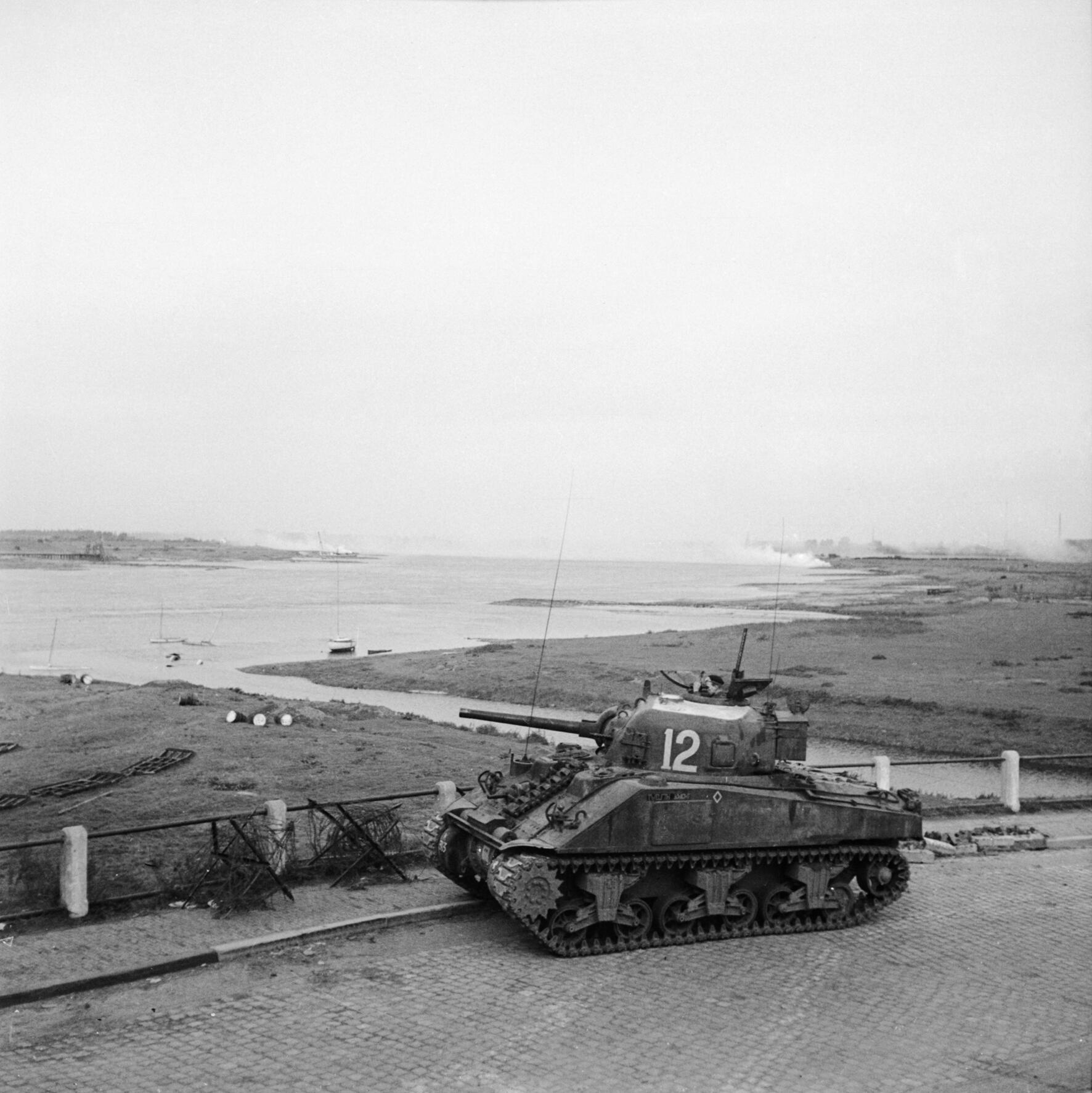
Un carro Sherman britannico fotografato lungo le rive del Waal nell'ottobre 1944

A dispetto dei fallimenti del primo giorno di attacchi, il comando dell'Heeresgruppe B era più che intenzionato a proseguire con l'offensiva; questo nonostante i comandanti sul campo, tra cui Bittrich, si fossero resi conto che, date le cattive condizioni del terreno e la forza delle difese britanniche, ulteriori tentativi di forzare la linea del fronte erano inutili. Il morale dei tedeschi iniziò a precipitare: alle prime luci del 2 ottobre tre disertori del Panzergrenadier Regiment 156 si consegnarono ai britannici sul terrapieno della ferrovia vicino alla fattoria De Laar, divulgando la notizia di un altro attacco in preparazione per quella sera alle posizioni del 5th Wiltshire; i disertori riferirono anche che il loro comandante di compagnia si era rifiutato di condurre un altro assalto, ed era stato per questo destituito. Il rinnovo dell'offensiva da parte del Panzergrenadier Regiment 156 nel pomeriggio del 2 ottobre consentì ai tedeschi di mettere piede al passaggio a livello, ma fu fermato da un pesante fuoco difensivo britannico; il giorno dopo, il 5th Wiltshire sferrò un contrattacco che ricacciò i tedeschi dietro la linea ferroviaria entro il primo pomeriggio, consolidando la posizione dei britannici. La sera successiva il 5th Wiltshire, indebolito per gli scontri che erano costati ai suoi ranghi 24 uomini uccisi, venne sostituito sulla linea del fronte a De Laar dal gemello 4th Wiltshire, richiamato dalla riserva della 129th Infantry Brigade.
Nella notte tra il 2 e il 3 ottobre, un nuovo attacco colpì le posizioni britanniche a Elst, ma ancora una volta la fanteria tedesca non fu in grado di sloggiare il nemico dalle sue posizioni; in piena vista degli osservatori britannici appostati nella chiesa, l'attacco tedesco fu infranto dall'intenso fuoco di artiglieria che inflisse pesanti perdite. Il giorno seguente, la A Company del 4th Somerset Light Infantry lanciò un contrattacco nella zona a nord del canale, e respinse indietro i tedeschi prendendo prigionieri fino a 80 soldati nemici. Nei due giorni di battaglia passati il 4th Somerset Light Infantry riportò circa 150 perdite, ma ne inflisse altrettante se non di più ai tedeschi.
Nel mentre, più a nord il Kampfgruppe "Zander", recentemente arrivato ad Arnhem, tentò di conquistare Driel. Il 4 ottobre i tedeschi stabilirono posizioni intorno a una fattoria, mentre le truppe si radunavano nei vicini campi aperti; il loro obiettivo era quello di impadronirsi della parte più settentrionale del terrapieno ferroviario che ostruiva la visuale verso ovest, ancora tenuto dal 1st Dorset. I tedeschi lanciarono un attacco a due punte su entrambi i lati della ferrovia, supportati da carri armati Panther che sparavano dall'altra parte del fiume, ma nonostante avessero guadagnato terreno alla fine furono respinti dal 1st Dorset. Il giorno successivo nuovi assalti non portarono altro che perdite più pesanti e i britannici rimasero fermi sulle loro posizioni.
Il 5 ottobre, nel settore di De Laar, la D Company del 4th Wiltshire, rinforzata da un plotone della A Company, lanciò un contrattacco per respingere un'infiltrazione di truppe tedesche nella zona a ovest della linea ferroviaria; l'azione ebbe successo, e oltre a respingere i tedeschi davanti a loro i britannici catturarono anche 97 prigionieri. Le perdite furono però gravi anche per i britannici, al punto che le compagnie B e D dovettero essere amalgamate in un'unica formazione.

### Il contrattacco britannico a Bemmel e Haalderen

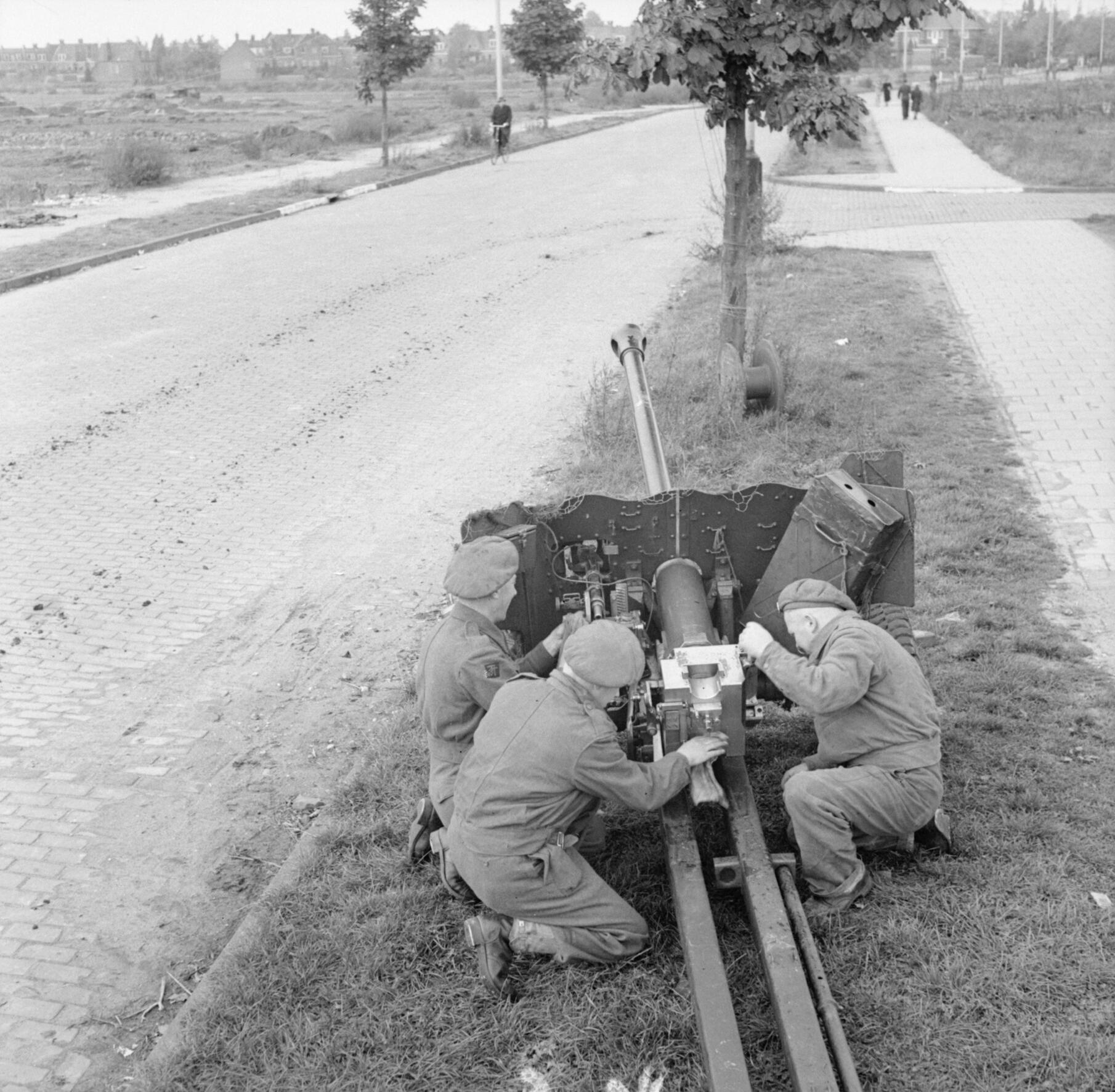
Un pezzo anticarro Ordnance QF 6 lb messo in batteria per coprire una strada nella zona di Nimega nell'ottobre 1944

Il 3 ottobre Thomas ordinò alla 151st e alla 231st Infantry Brigade della 50th Division di sostituire la scossa 69th Brigade sul fronte dell'"isola"; gli ordini per queste unità erano di sferrare un contrattacco per spingere i tedeschi fuori dalla zona di Bemmel. Come prima cosa, la 231st Brigade doveva mettere in sicurezza il fianco sinistro: la zona di Heuvel doveva essere attaccata dal 1st Dorset Regiment, mentre i frutteti di fronte alla fattoria Houtakker dovevano essere assaltati dal 1st Hampshire. La 151st Brigade doveva invece attaccare in direzione di Baal (obiettivo dell'8th Durham Light Infantry) e Haalderen (obiettivo del 9th Durham Light Infantry).
Giusto poco prima che i britannici partissero con il loro attacco, furono i tedeschi a muovere: nel pomeriggio del 3 ottobre Bittrich lanciò all'attacco la sua ultima riserva, il battaglione da ricognizione della 10. SS-Panzer-Division (SS-Panzer-Aufklärungsabteilung 10), al fine di mettere in sicurezza la zona compresa tra Heuvel e Vergert. Un pesante sbarramento di artiglieria della durata di venti minuti precedette l'attacco, colpendo l'intera linea tenuta dalla 231st Brigade; la fanteria tedesca colpì duro le posizioni del 1st Devon e del 1st Hampshire, e la C Company di quest'ultimo si ritrovò circondata. L'intervento dei corazzati delle Coldstream Guards aiutò a ristabilire la situazione, e dopo due ore di battaglia i tedeschi furono respinti; la B Company del 2nd Devon, supportata dai carri delle Coldstream Guards, lanciò un contrattacco e riconquistò tutte le posizioni perdute.
L'attacco tedesco non scombinò più di tanto i piani dei britannici, e il progettato contrattacco prese quindi piede a mezzogiorno del 4 ottobre. Heuvel fu attaccata dal 1st Dorest come previsto, e dopo aspri combattimenti si assicurò ciò che restava del villaggio catturando quasi 100 soldati delle SS del Kampfgruppe "Brun", a cui erano rimasti poco più di 100 uomini; anche il 1st Dorset subì però perdite severe, ammontati a 89 uomini tra morti e feriti. I due battaglioni del Durham Light Infantry godevano del supporto dei carri Sherman del 4th/7th Royal Dragoon Guards, oltre che di uno sbarramento di artiglieria e di cacciabombardieri Typhoon armati di razzi: l'8th DLI catturò Haalderen e tutti i suoi obiettivi entro le 17:30 dopo aver subito solo 39 feriti, ma il 9th DLI incontrò una resistenza molto più pesante a Baal, e una delle sue compagnie perse tutti gli ufficiali tranne uno; un contrattacco tedesco condotto con l'ausilio di otto carri armati venne respinto, e il battaglione si assicurò quindi tutti i suoi obiettivi. Il 6th Highland Light Infantry fu quindi inviato a sud di Haalderen per prendere un certo numero di fabbriche di mattoni; l'attacco fu costoso in parte a causa dell'uso di mappe imprecise: non solo il battaglione venne colpito dal fuoco amico, ma un plotone cadde in un'imboscata tedesca perdendo trenta uomini fatti prigionieri. Ad ogni modo, l'attacco ebbe successo e i tedeschi si ritirarono dalla zona, dopo di che il 6th DLI arrivò per dare il cambio al 6th HLI. Le due fabbriche poste sull'argine del Waal furono catturate dai britannici, e l'ulteriore resistenza tedesca si frantumò davanti a loro; il DLI catturò due compagnie di panzergrenadier tedeschi al completo, 150 soldati con mortai e cannoni anticarro.
Il giorno seguente, dopo che i due battaglioni del DLI ebbero messo in sicurezza i loro obiettivi, la successiva fase del contrattacco britannico ebbe inizio. Nel corso del tardo pomeriggio e della sera il 2nd Devonshire Regiment, dopo aver lottato contro il fuoco incessante dei mortai e dell'artiglieria nemica, riuscì infine a rastrellare i tedeschi nei frutteti intorno a Vergert: più di 30 soldati della 9. Panzer-Division furono catturati nello scontro, e i britannici riferirono che i campi a nord delle loro posizioni erano disseminati di morti tedeschi; il 2nd Devonshire riportò in totale quasi sessanta perdite tra morti e feriti. I rapporti delle pattuglie da ricognizione britanniche riferirono che i tedeschi si erano ritirati sulla sponda del canale Wettering, la loro linea di partenza originale nonché la loro unica posizione difensiva credibile; il contrattacco delle brigate della 50th Division aveva a tutti gli effetti paralizzato la 10. SS-Panzer-Division. Concluso il contrattacco, il 6 ottobre la Guards Armoured Division fu ritirata dal saliente e trasferita a Malden per un periodo di riposo.

### Gli scontri di Driel, Randwijk e Opheusden

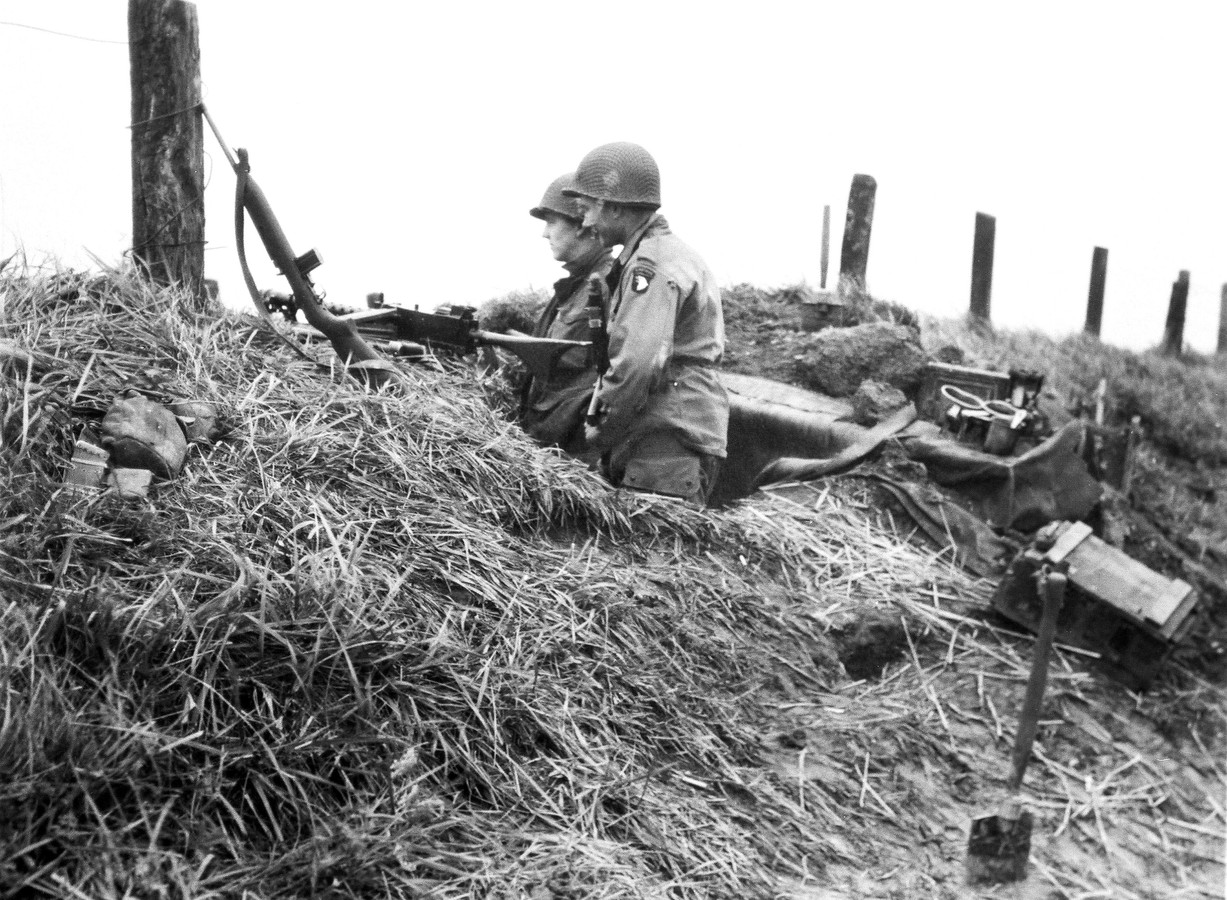
Paracadutisti statunitensi del 2nd/506th Regiment nei pressi di Randwijk durante i giorni del contrattacco tedesco

Dopo il fallimento degli attacchi della 9. e 116. Panzer-Division ad Aam ed Elst al centro della sua linea, Bittrich, sottoposto a forti pressioni dall'alto comando perché rinnovasse l'offensiva, decise di cambiare tattica. Un nuovo assalto sarebbe stato tentato sulla destra del II SS-Panzerkorps, al fine di catturare Driel; un attacco diversivo sarebbe stato nel mentre condotto dalla 363. Volksgrenadier-Division a Opheusden.
Dalle prime ore del 5 ottobre la 43rd Division britannica stava cedendo le sue posizioni ai paracadutisti del 506th Parachute Regiment statunitense, parte della 101st Airborne Division richiamata verso nord da Eindhoven; gli statunitensi erano privi di artiglieria pesante di supporto, ma potevano contare sull'appoggio dei cannoni britannici, delle batterie anticarro e dei plotoni mortai della 43rd Division, oltre a essere rinforzati da elementi del Duke of Cornwall's Light Infantry richiamato dalla riserva divisionale. Il passaggio di consegne tra britannici e statunitensi fu particolarmente difficoltoso proprio nella zona di Driel, dove le postazioni del 1st Dorest erano sottoposte a continui bombardamenti d'artiglieria e si trovavano a stretto contatto con le posizioni della 116. Panzer-Division. Nel pomeriggio del 5 ottobre un altro attacco tedesco venne condotto nella zona boscosa a occidente dell'imbarcadero di Driel, ed elementi nemici si infiltrarono nel mezzo alle postazioni della C e D Company del 1st Dorest; solo dopo aspri scontri i tedeschi furono respinti lasciando 36 prigionieri nelle mani dei britannici, i quali infine si ritirarono lasciando le loro posizioni al 506th Regiment statunitense. Nel corso del passaggio delle consegne il comandante della 101st Division, generale Maxwell Taylor, rimase leggermente ferito dal fuoco tedesco.
Poco dopo aver assunto il presidio della linea a Driel, i paracadutisti statunitensi si ritrovarono ad affrontare un attacco della 116. Panzer-Division, con fanteria appoggiata da due cannoni d'assalto Sturmgeschütz III: uno dei mezzi tedeschi fu ben presto messo fuori uso da un cannone anticarro Ordnance QF 6 lb britannico, mentre il secondo si ritirò; la fanteria tedesca cercò di fare altrettanto, ma due compagnie di panzergrenadier furono circondate dagli statunitensi e costrette a capitolare. La sconfitta convinse la 116. Panzer-Division a ritirarsi dietro l'imbarcadero di Driel.
Nel frattempo, a Randwijk, alcune aggressive pattuglie statunitensi finirono con l'impattare con una concentrazione di truppe tedesche intente a radunarsi per un attacco. La mattina del 6 ottobre un plotone di 35 uomini della Easy Company, 506th Parachute Regiment, caricò frontalmente due compagnie tedesche di circa 300 uomini, cogliendole di sorpresa e mettendole in rotta: gli statunitensi riportarono nello scontro un morto e 22 feriti, mentre i tedeschi lasciarono sul terreno 50 morti, circa 100 feriti e 11 prigionieri. Altri duri scontri presero vita quello stesso 6 ottobre a Randwijk, con il 506th Regiment, supportato dall'artiglieria britannica, che inflisse circa 300 perdite ai tedeschi oltre a raccogliere 150 prigionieri nemici.
Mentre gli scontri a Randwijk proseguivano, la mattina del 6 ottobre la 363. Volksgrenadier-Division attaccò gli statunitensi a Opheusden: l'attacco colse completamente di sorpresa i paracadutisti, e i tedeschi riuscirono a catturare il villaggio. Una forza combinata anglo-statunitense lanciò un contrattacco con l'appoggio dei carri armati dei Royal Scots Greys e l'assistenza dei Duke of Cornwall's Light Infantry: i tedeschi furono respinti da parte del villaggio, ma scontri molto pesanti andarono avanti per tre giorni con combattimenti casa per casa. Alla fine, le forze alleate iniziarono ad accusare una carenza di munizioni e perdite troppo crescenti, e venne quindi deciso di ritirarle dal villaggio; la battaglia di Opheusden si concluse con uno stallo, con entrambi i contendenti incapaci di assicurarsi completamente l'abitato. Nei successivi due giorni Opheusden fu sottoposto a bombardamenti continui da parte dell'artiglieria britannica e dei cacciabombardieri Typhoon lanciarazzi, venendo ridotto a un mucchio di rovine fumanti.

### La fine della battaglia
Una pausa nella battaglia prese ora piede, con i tedeschi che tentavano di portare più rifornimenti alle loro truppe in prima linea; l'alto comando alleato decise quindi di ordinare la distruzione del ponte di Arnhem. Il tempo si era mantenuto brutto per il 5 e 6 ottobre, ma il 7 una formazione di sette bombardieri Martin B-26 Marauder dell'USAAF sganciò il suo carico di bombe sul ponte di Arnhem provocando una catastrofica esplosione: gli ordigni statunitensi centrarono in pieno le cariche da demolizione approntate dai tedeschi, e l'intera sezione centrale del ponte collassò nel fiume. La distruzione del ponte stradale di Arnhem fu il colpo finale per l'offensiva tedesca: incapaci di portare sull'"isola" altri mezzi corazzati e artiglieria, i tedeschi decisero di sospendere ulteriori operazioni.
Attacchi sporadici colpirono ancora il perimetro alleato lungo il saliente, ma gli scontri di maggior dimensione cessarono a partire dall'8 ottobre; dopo quella data alcuni scontri su piccola scala continuarono ad avere luogo nel settore di Opheusden, mai tedeschi non riuscirono a ottenere alcun guadagno territoriale e il villaggio rimase una terra di nessuno.

## Conseguenze

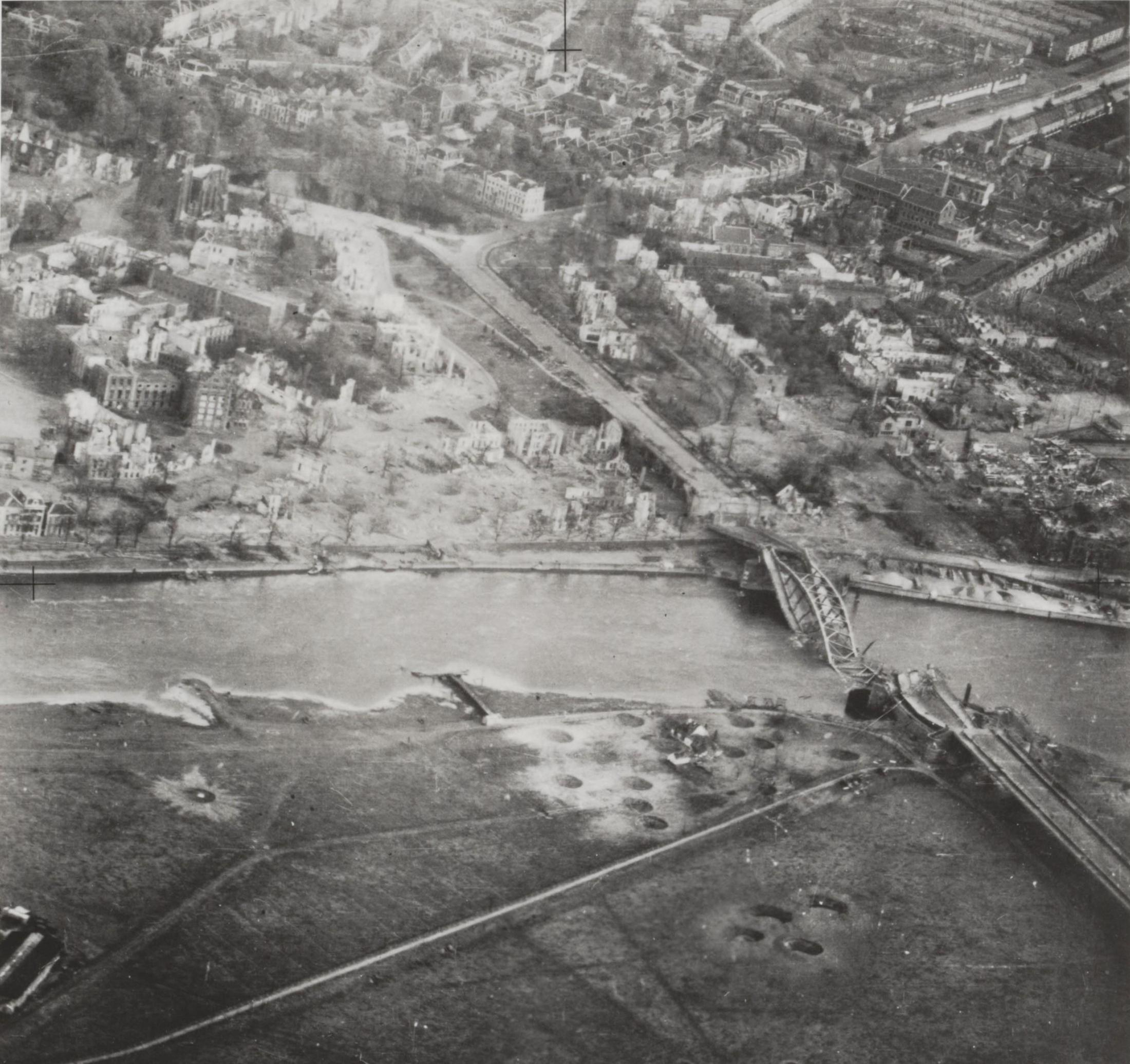
Veduta aerea del ponte di Arnhem dopo la sua distruzione da parte dei bombardieri alleati

La controffensiva tedesca, e in particolare gli attacchi del II SS-Panzerkorps, non ottenne nessun risultato e venne pagata con pesanti perdite umane e di equipaggiamenti; inoltre, per quanto i tedeschi avessero inizialmente tenuto i villaggi di Baal, Heuvel e Haalderen, li persero successivamente a causa dei contrattacchi britannici. I carri armati potevano dare scarso aiuto nei combattimenti sull'"isola", poiché trovavano praticamente impossibile muovere attraverso il terreno pianeggiante, completamente piatto e impregnato d'acqua; senza lo stretto supporto dei carri, la fanteria tedesca si rivelò incapace di espugnare qualsiasi posizione. La 10. SS-Panzer-Division ebbe perdite talmente alte che non fu più in grado di lanciare attacchi per diverso tempo, e anche la 116. Panzer-Division accusò perdite molto pesanti negli attacchi, pari a circa 800 uomini fuori combattimento; le unità tedesche soffrivano in particolare per la mancanza di nuovi sottufficiali in sostituzione di quelli andati persi. L'artiglieria britannica aveva sparato quasi 12 500 colpi solo nell'ultimo giorno di battaglia, infliggendo perdite punitive alle unità tedesche; anche le perdite di mezzi corazzati furono severe: la 10. SS-Panzer-Division perse otto dei suoi carri pesanti Tiger a causa delle armi anticarro, delle mine e del fuoco dei corazzati britannici. La 363. Volksgrenadier-Division fu di fatto spazzata via nei suoi inutili attacchi dentro e attorno al villaggio di Opheusden.
Le perdite dei britannici furono più moderate, ma comunque considerevoli nelle unità di fanteria; la maggior parte delle vittime venne causata dal fuoco dell'artiglieria pesante e dei mortai tedeschi, descritto nei rapporti come «intenso». Dopo la battaglia gli Alleati accantonarono per il momento l'intenzione di allargare la loro stretta testa di ponte oltre il Waal a nord di Nimega; riflettendo l'enfasi posta sulla liberazione dell'estuario della Schelda, le forze britanniche espansero invece lo stretto saliente di Market-Garden, inizialmente verso est con l'operazione Aintree diretta a occupare la zona di Overloon e poi verso ovest con la più ampia operazione Pheasant nel Brabante Settentrionale, azioni coronate entrambe da successo.
Il 9 ottobre 1944 l'Oberbefehlshaber West tedesco chiese il permesso all'Oberkommando der Wehrmacht di evacuare completamente la testa di ponte tedesca a sud di Arnhem, ma andò incontro a un rifiuto. La 10. SS-Panzer-Division ricevette l'ordine di stabilire forti postazioni difensive a sud di Arnhem nella zona di Elden, a Huissen e Doornenburg, oltre a mantenere uno schermo difensivo lungo il canale del Linge; l'imbarcadero del traghetto a nord di Elst fu occupato dal Kampfgruppe "Harzer", divenuto Kampfgruppe "Gerhard" dopo il cambio del suo comandante. Entro il 10 ottobre i tedeschi avevano evacuato le restanti fabbriche di mattoni a causa delle forti perdite e della carenza di rifornimenti. La 116. Panzer-Division fu evacuata dalla testa di ponte di Arnehm e reinviata sul fronte di Aquisgrana, con le sue unità gradualmente traghettate attraverso il basso Reno nelle ore di buio per evitare gli attacchi aerei e di artiglieria degli Alleati; anche la 9. Panzer-Division fu in seguito evacuata dall'"isola" entro il 13 ottobre, lasciando la 10. SS-Panzer-Division come la sola grande unità attestata nella testa di ponte di Arnhem. La divisione delle SS fu poi evacuata a sua volta alla metà di novembre 1944 per essere spedita sul fronte di Aquisgrana, lasciando le sue posizioni all'appena creata 6. Fallschirmjäger-Division.
Circa nello stesso periodo, il XII Corps britannico subentrò nel presidio della testa di ponte di Nimega. La 50th Division rimase in posizione lungo la metà orientale dell'"isola" fino alla fine di novembre, assistita per brevi intervalli dalla 160th (Welsh) Brigade, dalla 71st Brigade e dal 508th Parachute Regiment dell'82nd Airborne Division statunitense; la divisione fu quindi rimpiazzata dalla 49th (West Riding) Infantry Division, mentre la 51st (Highland) Infantry Division rimpiazzò le unità statunitensi. La battaglia del saliente di Nimega fu l'ultima grande azione di combattimento per la 50th Division, a causa delle troppe perdite subite: dall'inizio del contrattacco tedesco l'unità aveva subito quasi 900 perdite umane, tra cui 12 ufficiali e 111 sottufficiali e soldati uccisi, 30 ufficiali e 611 sottufficiali e soldati feriti e 114 dispersi. Il 29 novembre la divisione fu ritirata prima in Belgio e poi in Inghilterra, venendo trasformata in unità per l'addestramento.
Gli scontri sull'"isola" proseguirono a bassa intensità anche in inverno, con due azioni notevoli. Nelle prime ore del 4 dicembre 1944 i paracadutisti tedeschi della 6. Fallschirmjäger-Division lanciarono un attacco alle postazioni britanniche ad Haalderen: l'attacco impattò proprio nel mezzo delle ben preparate postazioni difensive britanniche tenute da elementi della 49th Division, e fu facilmente respinto con 160 perdite per i tedeschi. Un'altra azione di rilievo si ebbe il 18 gennaio 1945, quando il Fallschirmjäger-Regiment 7 attaccò il fianco ovest dei britannici a Zetten: la battaglia proseguì per diversi giorni degenerando in scontri molto aspri, ma alla fine i tedeschi furono respinti dal villaggio; appoggiati da mezzi corazzati canadesi, i britannici contrattaccarono e circondarono parte degli attaccanti, infliggendo al nemico circa 700 perdite tra morti, feriti e prigionieri. Questo fu l'ultimo grande attacco tedesco tentato sull'"isola", il cui territorio fu infine completamente liberato dai reparti della 49th Division e della 5th Canadian Armoured Division nell'aprile 1945 durante gli scontri dell'operazione Anger.